# 弘南バス和徳車庫
| 和徳車庫のデータ |                          |
| バス事業者       | 弘南バス                 |
| 所管営業所       | 弘前営業所               |
| 所在地           | 弘前市大字駅前二丁目12-5 |

弘南バス和徳車庫（こうなんバスわっとくしゃこ）は、青森県弘前市にある弘南バスの営業所である。

## 沿革
- 197x年 - 弘前市内3番目の営業所として、和徳営業所を開設。
- 1987年 - 和徳営業所を廃止。車両配置のない車庫（乗務員休憩所）となる。
- 1998年 - 高崎営業所の廃止に伴い、同所所管の一般路線（一部を除く）と車両が移管され、弘前営業所 和徳車庫となる。
- 2009年4月1日 - 桜ヶ丘案内所の車両配置の廃止に伴い、同所所管の一般路線（一部を除く）とミニバス路線が移管される。

## 所管路線 （一般路線）

### 弘前 - 鰺ヶ沢線
- 1998年 - 「弘前 - 鰺ヶ沢線」4往復中、弘前営業所所管の2往復が移管される。
- 2005年4月1日 - 和徳車庫所管の2往復中、1往復（弘前バスターミナル7:20発・鰺ヶ沢本町9:10発）の天長園前 - 鰺ヶ沢本町間が廃止となる。
  - 区間廃止により十腰内線となった1往復[1]は引き続き和徳車庫が所管し、鰺ヶ沢営業所所管の鰺ヶ沢行が弘前バスターミナル9:40発から10:55発に繰下げとなる措置により、弘前営業所所管の十腰内線1往復（弘前バスターミナル10:55発・天長園前12:20発）が廃止となった。

### 弘前 - 十腰内線
弘前営業所・藤代車庫と共管（三世寺経由を除く）
- 鬼沢経由：弘前バスターミナル（弘前駅前） - 中央高校前 - 亀の甲門前 - 浜の町 - 石渡 - 独弧 - 高杉 - 住吉 - 鬼沢 - 堂ヶ沢 - 貝沢 - 大森 - 裾野中学校前 - 十面沢 - 十腰内 - 天長園前
- 三世寺経由：弘前バスターミナル（弘前駅前） - 中央高校前 - 亀の甲門前 - 浜の町 - 石渡 - 町田 - 中崎 - 三省小学校前 - 三世寺 - 三世寺温泉前 - 大川 - 下青女子 - 板柳駅通り - 板柳案内所
  - 2018年（平成30年）10月1日 - 三世寺十腰内線の板柳案内所⇔天長園前間が廃止[2]、同日から予約制乗合タクシーへ移行[3]。

### 弘前 - 三世寺温泉・板柳線
五所川原営業所と共管（三世寺温泉線を除く）。
- 弘前バスターミナル（弘前駅前） - 中央高校前 - 亀の甲門前 - 浜の町 - 石渡 - 町田 - 中崎 - 三省小学校前 - 三世寺 - 三世寺温泉前 - 大川 - 下青女子 - 板柳駅通り - 板柳案内所
  - 弘前バスターミナル - 三世寺温泉間（往路のみ）に区間便の設定がある。
  - 2018年（平成30年）10月1日 - 板柳案内所⇔笹館間が廃止[2]、同日から予約制乗合タクシーへ移行[3]。

地域間幹線系統確保維持費国庫補助金 対象路線（三世寺温泉線を除く）。

### 弘前 - 尾上線
黒石営業所と共管。
- 弘前バスターミナル - （往路のみ：弘前駅前 - 上土手町 - 中央通り一丁目 - ）代官町（復路のみ停車） - 和徳東口 - 高崎二丁目 - 境関 - 日沼 - 八幡崎 - 猿賀神社前 - 盛美園前 - 尾上駅前

地域間幹線系統確保維持費国庫補助金 対象路線。

### 弘前 - 黒石・大川原線 （日沼経由）
黒石営業所と共管。
- 弘前バスターミナル - （往路のみ：弘前駅前 - 上土手町 - 中央通り一丁目 - ）代官町（復路のみ停車） - 和徳東口 - 高崎二丁目 - 境関 - 日沼 - 畑中 - 田舎館 - 追子の木 - 一番町（復路：黒石市役所前 - 浜町） - 黒石駅前 - 浜町（復路：一番町 - 黒石市役所前） - 山形町 - りんご試験場前 - 牡丹平 - 花巻 - 温湯 - 津軽伝承工芸館 - 落合温泉入口 - 板留 - 落合温泉入口 - 中野神社前 - 黒森 - 大川原温泉
  - 基本系統は弘前バスターミナル - 黒石駅前間である。
  - 2002年5月21日 - 「弘前 - 黒石線」の黒石営業所担当分の黒石駅前 - 黒石営業所間を廃止。これにより「弘前 - 黒石線」は全便、弘前バスターミナル - 黒石駅前間の運行となる。

地域間幹線系統確保維持費国庫補助金 対象路線。

### 黒石 - 尾上線 （高賀野経由）
地域間幹線系統確保維持費国庫補助金 対象路線。

### 白神ライン直通バス 「暗門白神号」
- 直通便：弘前バスターミナル - 弘前駅前 - 西目屋役場前 - アクアグリーンビレッジANMON（ - 津軽峠）
- シャトルバス（1）：西目屋役場前 - アクアグリーンビレッジANMON
- シャトルバス（2）：アクアグリーンビレッジANMON - 津軽峠（往路のみ）
- シャトルバス（3）：津軽峠 - アクアグリーンビレッジANMON - 西目屋役場前（復路のみ）
  - 夏期、観光シーズンに運行
  - 直通便で津軽峠までの運行は、2往復中1往復。
  - シャトルバス（1）（3）は、西目屋役場前で弘前 - 川原平・大秋線に接続。

### 弘前駅 - 久渡寺線
弘前営業所と共管
- 弘前バスターミナル（弘前駅前） - 下土手町②（復路：中央通り二丁目） - 本町 - 弘前高校前 - 桔梗野小学校前 - 四中校前 - 樹木一丁目 - ゴールドパック前 - 清水三丁目 - 清水交流センター前 - 大原 - 小沢神社前 - （墓地公園前 - ）梨の木 - 久渡寺
  - 2014年2月1日 - 弘前市地域公共交通会議による相馬地区の路線再編に伴う茂森線の廃止の救済措置として、四中校経由に経路変更し復路を2便増発。同時に桜ヶ丘経由（復路のみ）を通常便に一本化。
    - 旧経路： 弘前バスターミナル（弘前駅前） - 下土手町②（復路：中央通り二丁目） - 本町 - 弘前高校前 - 桔梗野 - 緑ヶ丘 - 高等技術専門校前 - ニチロ前 - 清水三丁目 - 清水交流センター前 -  （桜ヶ丘団地前 - 県営住宅前 - 桜ヶ丘案内所 - 桜ヶ丘団地前 - ）大原 - 小沢神社前 - （墓地公園前 - ）梨の木 - 久渡寺

  - 毎年、春分の日[4]・8月13日・秋分の日は、墓地公園経由で運行する。

### 弘前駅 - 金属団地・桜ヶ丘線
弘前営業所・黒石営業所・藤代車庫と共管（桝形経由を除く）
- 桔梗野経由：弘前バスターミナル（弘前駅前） - 下土手町②（復路：中央通り二丁目） - 本町 - 弘前高校前 - 桔梗野 - 緑ヶ丘 - 高等技術専門校前 - ゴールドパック前 - 清水三丁目 - 南高校前 - 金属団地 - 青樹町 - 清水交流センター前 - 桜ヶ丘団地前 - 県営住宅前 - 桜ヶ丘案内所
  - 2003年4月1日 - 「桔梗野経由 弘前駅 - 金属団地線」と「弘前駅 - 桜ヶ丘団地線」を統合し、現行路線となる。 統合にあたり、「青樹町」「児童公園前」「大開二丁目」バス停を新設し、往路の「清水交流センター前」バス停を移動。
    - 桔梗野経由 金属団地線：弘前バスターミナル（弘前駅前） - 下土手町②（復路：中央通り二丁目） - 本町 - 弘前高校前 - 桔梗野 - 緑ヶ丘 - 高等技術専門校前 - ニチロ前 - 清水三丁目 - 南高校前 - 金属団地
    - 桜ヶ丘団地線：弘前バスターミナル（弘前駅前） - 下土手町②（復路：中央通り二丁目） - 本町 - 弘前高校前 - 桔梗野 - 緑ヶ丘 - 高等技術専門校前 - ニチロ前 - 清水三丁目 - 清水交流センター前 - 桜ヶ丘団地前 - 県営住宅前 - 桜ヶ丘案内所
- 桝形経由：（往路のみ：弘前バスターミナル - ）弘前駅前 - 弘前バスターミナル前 - 上代官町（復路：中央通り一丁目） - 中央松森町 - 大富町入口 - 富田町 - 桝形 - 西弘前駅前 - 西が丘 - 緑ヶ丘 - 高等技術専門校前 - ゴールドパック前 - 清水三丁目 - 南高校前 - 金属団地 - 青樹町 - 清水交流センター前 - 桜ヶ丘団地前 - 県営住宅前 - 桜ヶ丘案内所
  - 2003年4月1日 - 「桝形経由 弘前駅 - 金属団地線」を桜ヶ丘案内所まで延長し、往路の始発地を弘前駅前から弘前バスターミナルに変更する。

### 桜ヶ丘 - 義塾高校線
- 桜ヶ丘案内所 - 県営住宅前 - 桜ヶ丘団地前 - 清水交流センター前 - 青樹町 - 金属団地 - 南高校前 - 清水三丁目 - ゴールドパック前 - 高等技術専門校前 - 緑ヶ丘 - 西弘前駅前 - 桝形 - 三中校前 - 実業高校前 - 松原 - 松原東三丁目 - 千年公民館前 - 小栗山 - 弘前営業所 - 義塾高校前

### 弘前駅 - 学園町線
弘前営業所・黒石営業所と共管
- 弘前駅前 - 弘前バスターミナル前 - 上代官町（復路：中央通り一丁目） - 住吉入口 - 弘前大学前 - 三中校前 - 北園町 - 学園町 - 付属小学校

### 弘前駅 - 岩賀線
- 弘前バスターミナル（弘前駅前） - 下土手町①（復路：中央通り二丁目） - 中央高校前 - 城北 - 向外瀬入口 - 向外瀬五丁目 - 養正農協前 - 清野袋 - 北和徳工業団地 - 岩賀
- 市立病院経由（復路のみ）：岩賀 - （従前通り） - 中央通り二丁目 - 上代官町 - 上土手町（市立病院前） - 弘前駅前
  - 弘南バス時刻表では「市立病院経由」となっているが、実車の前面方向幕と横サボは「大町経由」となっている（LED表示車は除く）。
  - 1956年 - 「弘前 - 清野袋線」の運行開始。
  - 197x年 - 清野袋 - 岩賀間を路線延長。
  - 198x年 - 北和徳工業団地経由に路線延長。
  - 199x年 - 向外瀬（旧道）経由から宮園経由に経路変更。
  - 2013年3月1日 - 弘前市地域公共交通会議による宮園地区への実証実験として、経路変更の実施と往路を1便増発。「保育所前」・「宮園北口」バス停を一時休止。
  - 2014年10月1日 - 弘前市地域公共交通会議による宮園地区への実証実験を終了し、実験区間通りに本格運行を開始。但し、往路の増発分の本格運行は見送り（減便は12月1日から実施）。「保育所前」・「宮園北口」バス停を廃止。
    - 旧経路： 弘前バスターミナル（弘前駅前） - 下土手町①（復路：中央通り二丁目） - 中央高校前 - 城北 - 向外瀬入口 - 県営住宅前 - 宮園公園西口 - 保育所前 - 宮園北口 - 養正農協前 - 清野袋 - 北和徳工業団地 - 岩賀

### 弘前駅 - 宮園団地線
- 往路：弘前バスターミナル - 弘前駅前 - 下土手町① - 弘前文化センター前 - 横町入口 - 市民生協前 - 弘愛会病院前 - 警察署前 - 神田 - 朝日プリンテック前 - 青山四丁目 - 青山公園入口- 宮園公園西口 - 県営住宅前 - 宮園五丁目
- 復路：宮園五丁目 - 青山一丁目 - 宮園公園西口 - 青山公園入口- 青山四丁目 - 朝日プリンテック前 - 神田 - 警察署前 - 弘愛会病院前 - 市民生協前 - 萱町 - 郵便局前 - 弘前バスターミナル前 - 弘前駅前
  - 1970年代後半に、「城北経由 弘前 - 宮園線」があった（当時の岩賀線は向外瀬経由で、それまでは宮園地区に路線バスはなかった。しかし宮園団地がまだ開発途上で利用客が伸びず、数年で廃止となった）。
  - 198x年 - ミニバス「弘前バスターミナル - 宮園団地線」が運行開始。（復路の朝2便のみ弘前駅行）
  - 199x年 - 乗客の増加により一般路線に格上げ。それに伴い、往路は駅前経由に、復路は全便駅前終点となり、一番町（現：下土手町②）から下土手町（現：下土手町①）へ停車地が変更となった。
  - 2013年3月1日 -弘前市地域公共交通会議による宮園地区への実証実験として、経路変更と宮園団地内（警察署前 - 宮園五丁目間）を100円区間とする特定運賃を実施[5]。
  - 2014年10月1日 - 弘前市地域公共交通会議による宮園地区への実証実験を終了し、実験区間通りに本格運行を開始。但し、特定運賃の本格実施は見送り（運賃変更は12月1日から実施）。
    - 旧経路（往路）： 弘前バスターミナル - 弘前駅前 - 下土手町① - 弘前文化センター前 - 横町入口 - 市民生協前 - 弘愛会病院前 - 警察署前 - 神田 - 朝日プリンテック前 - 宮園公園前 - 宮園公園西口 - 県営住宅前 - 宮園五丁目
    - 旧経路（復路）： 宮園五丁目 - 青山一丁目 - 宮園公園西口 - 宮園公園前 - 朝日プリンテック前 - 神田 - 警察署前 - 弘愛会病院前 - 市民生協前 - 萱町 - 郵便局前 - 弘前バスターミナル前 - 弘前駅前

### 宮園団地 - 南高校線
- 県営住宅前 - 宮園五丁目 - 青山一丁目 - 宮園公園西口 - 宮園公園前 - 朝日プリンテック前 - 神田 - 警察署前 - 弘愛会病院前 - 市民生協前 - 横町入口 - 弘前文化センター前 - 本町 - 弘前高校前 - 新寺町 - 樹木 - ゴールドパック前 - 清水三丁目 - 南高校前

### 宮園団地 - 聖愛高校線
- 県営住宅前 - 宮園五丁目 - 青山一丁目 - 宮園公園西口 - 宮園公園前 - 朝日プリンテック前 - 神田 - 警察署前 - 弘愛会病院前 - 市民生協前 - 萱町 - 郵便局前 - 上代官町 - 住吉入口 - 弘前大学前 - 三中校前 - 実業高校前 - 聖愛高校前
  - 冬期のみ（12月 - 3月）の運行

### 川先線
- 往路：弘前駅前 - 弘前バスターミナル前 - 上代官町 - 中央松森町 - 南大町 - 東高校駅前 - 東高校前 - 川先三丁目 - 小比内五丁目 - 五中校前 - 社会保険事務所 - 城東二丁目 - 弘前駅城東口 - 城東北三丁目 - さくら野弘前店
- 復路：さくら野弘前店 - （往路の逆経路） - 中央松森町 - 下土手町① - 中央通り二丁目 - 弘前バスターミナル前 - 弘前駅前
  - 2003年4月1日 - 城東地区の路線再編により、「川先・新里線」「川先線」を下記経路で運行開始する。
    - 川先・新里線：弘前駅前 - 弘前バスターミナル前 - 上代官町（復路：中央通り一丁目） - 中央松森町 - 南大町 - 東工業校駅前 - 東工業高校前 - 川先三丁目 - 小比内五丁目 - 五中校前 - 社会保険事務所 - 運動公園入口 - 高田 - 新里 - 福村 - 福田 - 末広三丁目 - 城東北三丁目 - さくら野弘前店
    - 川先線（復路のみ）：さくら野弘前店 - 城東北三丁目 - 城東二丁目 - 社会保険事務所 - 五中校前 - 小比内五丁目 - 川先三丁目 - 東工業高校前 - 東工業校駅前 - 南大町 - 中央松森町 - 下土手町① - 中央通り二丁目 - 弘前バスターミナル前 - 弘前駅前

  - 2004年12月12日 - 弘前駅城東口の供用開始により、城東口経由に変更。新里・福田方面を「福田線」に分離し、「川先線」へ再編する。運行本数を計5.5往復から4.5往復とする。
  - 2008年12月1日 - 復路（1便）を減便し、運行本数を4.5往復から4往復とする。
  - 2017年9月30日 - この日をもって廃止された。

### 小比内線
- 往路：弘前駅前 - 弘前バスターミナル前 - 上代官町 - 中央松森町 - 南大町 - 東高校駅前 - 東高校前 - 小比内五丁目 - 中央小比内 - 第五中校入口 - 豊田小学校前 - サンライフ前 - 運動公園入口 - 城東二丁目 - 弘前駅城東口 - 城東北三丁目 - さくら野弘前店
- 復路：さくら野弘前店 - （往路の逆経路） - 中央松森町 - 下土手町① - 中央通り二丁目 - 弘前バスターミナル前 - 弘前駅前
  - 2003年4月1日 - 城東地区の路線再編により、「小比内・新里線」を下記経路で運行開始する。
    - 弘前駅前 - 弘前バスターミナル前 - 上代官町（復路：中央通り一丁目） - 中央松森町 - 南大町 - 東工業校駅前 - 東工業高校前 - 川先三丁目 - 中央小比内 - 第五中校入口 - 豊田小学校前 -  サンライフ前 - 高田 - 新里 - 福村 - 福田 - 末広三丁目 - 城東北三丁目 - さくら野弘前店

  - 2004年12月12日 - 弘前駅城東口の供用開始により、城東口経由に変更。新里・福田方面を「福田線」に分離し、「小比内線」へ再編する。運行本数を4往復から3往復とする。
  - 2017年9月30日 - この日をもって廃止された。

### 福田線
- 往路：弘前駅前 - 弘前バスターミナル前 - 上代官町 - 中央松森町 - 楮町 - 運動公園入口 - 高田 - 新里 - 福村 - 福村小学校前 - 福田 - 末広三丁目 - 城東北三丁目 - さくら野弘前店 - 城東北三丁目 - 弘前駅城東口
- 復路：弘前駅城東口 - （往路の逆経路） - 中央松森町 - 下土手町① - 中央通り二丁目 - 弘前バスターミナル前 - 弘前駅前
  - 1956年 - 「福田線」を下記経路で運行開始。
    - 弘前駅前 - 弘南バス本社前 - 上代官町 - 高島屋前 - 豊田 - 新里 - 福村 - 福村小学校前 - 福田 - 境関

  - 198x年 - 「福田線」を再編し、「福田環状線」の運行を開始。
  - 2003年4月1日 - 城東地区の路線再編により、「福田線」（復路のみ）を下記経路で運行開始する。
    - 下福田 - 福田 - 福村 - 新里 - 高田 - 運動公園入口 - 楮町 - 中央松森町 - 下土手町① - 中央通り二丁目 - 弘前バスターミナル前 - 弘前駅前

  - 2004年12月12日 - 「川先・新里線」「小比内・新里線」より新里・福田方面を分離し、「福田線」を再編する。運行本数を0.5往復から3往復とする。
  - 2008年12月1日 - 往路（1便）を減便し、運行本数を3往復から2.5往復とする。

### 城東 - 聖愛高校線
- さくら野弘前店 - 城東北三丁目 - 城東中央五丁目 - 城東二丁目 - 城東三丁目 - 楮町 - 中央松森町 - 大富町入口 - 富田町 - 三中校前 - 実業高校前 - 聖愛高校前
  - 2009年4月1日 - 通年運行から、冬期のみ（12月 - 3月）の運行に変更。

### 城東 - 駒越線
- さくら野弘前店 - 城東北三丁目 - 城東中央五丁目 - 城東二丁目 - 城東三丁目 - 楮町 - 中央松森町 - 下土手町② - 大学病院前 - 市役所前公園入口 - 工業高校前 - 城西四丁目 - 駒越 - 藤代営業所
  - 藤代車庫入庫後、城西大橋経由弘前駅行（藤代8:40発）の運用に入る。
  - 2009年4月1日 - 通年運行から、冬期のみ（12月 - 3月）の運行に変更。

## 所管路線 （100円バス）

### 城東環状100円バス
- 大町回り：弘前バスターミナル - 大町一丁目 - 楮町 - 城東三丁目 - 城東二丁目 - 弘前駅城東口（1番のりば） - 城東中央三丁目 - 城東中央四丁目 - 末広三丁目 - 高田三丁目 - カブセンター - 南早稲田 - 城東タウンプラザ前 - 北早稲田 - 田園 - 総合学習センター前 - 末広二丁目 - 城東北三丁目 - さくら野弘前店 - 城東北三丁目 - 長四郎公園 - 城東中央二丁目 - 弘前駅城東口（3番のりば） - 城東二丁目 - 城東三丁目 - 大町一丁目 - 弘前バスターミナル
- 和徳回り：弘前バスターミナル - 弘前バスターミナル前 - 代官町 - 和徳小学校通り - 和徳東口 - 城東北一丁目 - 城東中央二丁目 - 弘前駅城東口（1番のりば） - 城東中央二丁目 - 長四郎公園 - 城東北三丁目 - さくら野弘前店 - 城東北三丁目 - 末広二丁目 - 総合学習センター前 - 田園 - 北早稲田 - 城東タウンプラザ前 - 南早稲田 - カブセンター - 高田三丁目 - 末広三丁目 - 城東中央四丁目 - 城東中央三丁目 - 弘前駅城東口（3番のりば） - 城東中央二丁目 - 城東北一丁目 - 和徳東口 - 和徳小学校通り - 代官町 - 弘前バスターミナル
  - 2003年4月1日 - 「城東団地線」「和徳経由 さくら野弘前店線」等を再編し、「城東循環100円バス」を下記経路で運行開始する。「大町回り」「和徳回り」共、1日21便の運行。
    - 大町回り：弘前バスターミナル - 弘前駅前 - ダイエー前 - 大町一丁目 - 楮町 - 城東三丁目 - 城東二丁目 - 城東中央三丁目 - 城東中央四丁目 - 末広三丁目 - 高田三丁目 - カブセンター - 福田種元 - 城東タウンプラザ前 - 上福田 - 下福田 - 総合学習センター前 - 末広二丁目 - 城東北三丁目 - さくら野弘前店 - 城東北三丁目 - 長四郎公園 - 城東中央二丁目 - 城東二丁目 - 城東三丁目 - 大町一丁目 - 弘前駅前 - 弘前バスターミナル
    - 和徳回り：弘前バスターミナル - 弘前駅前 - 弘前バスターミナル前 - 代官町 - 弘南バス本社前 - 和徳東口 - 城東北一丁目 - 長四郎公園 - 城東北三丁目 - さくら野弘前店 - 城東北三丁目 - 末広二丁目 - 総合学習センター前 - 下福田 - 上福田 - 城東タウンプラザ前 - 福田種元 - カブセンター - 高田三丁目 - 末広三丁目 - 城東中央四丁目 - 城東中央三丁目 - 城東中央二丁目 - 城東北一丁目 - 和徳東口 - 弘南バス本社前 - 代官町 - 弘前バスターミナル前 - 弘前駅前 - 弘前バスターミナル

  - 2004年12月12日 - 弘前駅城東口の供用開始により、城東口経由に変更し、「城東環状100円バス」と改称。 「大町回り」「和徳回り」共、運行本数を1日21便から17便に減便する。
  - 2005年12月1日 - 「和徳回り」から「大町回り」へ1便振替。運行本数を「大町回り」1日18便、「和徳回り」1日16便とする。
  - 2008年12月1日 - 「大町回り」の最終便（弘前バスターミナル20:30発）を廃止し、運行本数を1日17便とする。
  - 2022年4月1日 - 「大町回り」において、土日祝日の日中の便を増便[6]。

### 弘前駅城東口環状100円バス
- 弘前駅城東口（2番のりば） - 城東中央三丁目 - 城東中央二丁目 - 末広三丁目 - 南早稲田 - 城東タウンプラザ前 - 北早稲田 - 田園 - 総合学習センター前 - 末広二丁目 - 城東北三丁目 - さくら野弘前店 - 城東北三丁目 - 長四郎公園 - 城東中央二丁目 - 弘前駅城東口
  - 運行は、朝の2便のみ。
  - 2004年12月12日 - 運行開始。

### その他
- 運賃は大人150円（IC運賃130円）・小人80円（IC運賃70円）[7][8]。
  - 弘南バスの定期券・回数券・優待券の利用はできないが、津軽フリーパスや弘南バスの企画乗車券（循環バス1日乗車券・津軽漫遊フリーパス・ワンバケーションパス・ファイブバケーションパス）の利用が可能である。
- 「城東環状バス」の沿線から附属小学校・附属中学校に通学する児童・生徒に限り、最寄停留所から学校までの通学定期券で、スクールバスの他に「弘前駅 - 学園町線」と「城東環状バス」との乗継ぎでの利用ができる。

## 所管路線 （ミニバス路線）

### ミニバス 桜ヶ丘団地線
- 緑ヶ丘経由：弘前バスターミナル - （往路：市立病院前 - 土手町十文字 - 下土手町②／復路：中央通り二丁目 - 桜大通り） - 市役所前 - 大学病院前 - 本町 - 弘前高校前 - 桔梗野 - 緑ヶ丘 - 市営住宅前 - 緑ヶ丘集会所前 - 清水三丁目 - 清水交流センター前 - 桜ヶ丘南口 - 桜ヶ丘五丁目 - 県営住宅前 - 桜ヶ丘案内所
- 城南経由：（さくら野弘前店 - 城東北三丁目 - 和徳東口 - ）弘前バスターミナル - 市立病院前 - 土手町十文字（往路のみ停車） - 住吉入口 - 富士見町 - 弘前大学入口 - 文京町 - 西弘前駅前 - 城南二丁目 - 城南局前 - 舘野二丁目 - 鷹揚卿前 - （希望ヶ丘老人ホーム前 - ）桜ヶ丘五丁目 - 桜ヶ丘南口 - 桜ヶ丘団地前 - 桜ヶ丘案内所
  - さくら野弘前店発着は、1.5往復のみ。
  - 希望ヶ丘ホーム経由は、バスターミナル発着の中の1往復。

### ミニバス さくら団地線
- 弘前バスターミナル - 駅前二丁目 - 東和徳 - マルエス団地入口 - さくら団地

### 沿革
- 1980年12月15日 - ミニバスの第1期路線として、「ミニバス 緑ヶ丘線」「ミニバス 城南線」が特定貸切事業部の所管で運行開始。
- 1981年1月6日 - ミニバスの愛称が公募で「バンビ号」と決まる。
- 1981年 - ミニバスの第3期路線として、「ミニバス さくら団地線」「ミニバス 清原団地線」の運行開始。
- 1982年 - ミニバスの運行が市内各営業所に振り分けられ、「ミニバス 緑ヶ丘線」「ミニバス 城南線」「ミニバス 清原団地線」が弘前営業所へ、「ミニバス さくら団地線」は高崎営業所に移管される。この移管にあたり、それまで客席としていた助手席を撤去し、両替機付運賃箱（当初は紙幣不対応[9]）を設置した[10]。
- 199x年 - 「ミニバス 緑ヶ丘線」と「ミニバス さくら団地線」を統合し、「ミニバス 緑ヶ丘 - さくら団地線」となり、桜ヶ丘系統のミニバス運行が桜ヶ丘案内所に移管される。
- 199x年 - 「ミニバス 城南線」の一部の便を弘前ビブレ（現:さくら野弘前店）まで延長。
- 2003年4月1日 - 「ミニバス 緑ヶ丘 - さくら団地線」を弘前バスターミナルで系統分割し、「ミニバス 緑ヶ丘線」「ミニバス さくら団地線」となる。
- 2009年4月1日 - 「ミニバス 緑ヶ丘線」「ミニバス 城南線」「ミニバス さくら団地線」の運行が桜ヶ丘案内所から和徳車庫に移管される。

※ 第2期路線の「ミニバス 栄町団地線」「ミニバス 浜の町団地線」（現：「ミニバス 栄町経由 土堂線」）については、ミニバス 土堂・浜の町・栄町団地線 を参照のこと。

## 過去の所管路線

### 和徳営業所廃止前の所管路線
- 急行 弘前 - 十和田西線
- 弘前 - 黒石線
- 弘前 - 田代・川原平・大秋線
- 鬼沢経由 弘前 - 十腰内・鯵ヶ沢線
- 楢の木経由 弘前 - 堂ヶ沢線
- 三世寺経由 弘前 - 板柳・十腰内線
- 夕顔関経由 弘前 - 板柳線

- 弘前 - 岩賀線
- 枡形経由 弘前駅 - 金属団地線
- 弘前駅 - 久渡寺線
- 弘前駅 - 学園町線
- 門外経由 弘前駅 - 松原環状線
- 富田経由 弘前駅 - 松原環状線

板柳案内所の管理も行っていた。

## その他
- 現在までに和徳車庫発着の定期バスは無いが、8月の弘前ねぷた祭り期間中など駅前及び駅周辺の交通規制実施時には一部路線が和徳車庫発着となる場合がある。
- 和徳営業所の廃止理由は、弘前駅前地区の再開発の予定にひっかかったためであるが、その後、計画が変更となった。
- ミニバス路線では和徳車庫が担当することになった2009年4月から、ミニバス専用車輌の他に一般路線用の小型車輌（コースター・ローザ）がミニバス運用に入っている。そのため、対応車の前面方向幕に「（市役所前/緑ヶ丘）桜ヶ丘」「（城南）桜ヶ丘」等のコマが準備された。